# Ignaz Schiffermüller
Johann Ignaz Schiffermüller (1727. november 2.. – 1806. június 21.) osztrák teológus, mérnök és entomológus.

## Élete

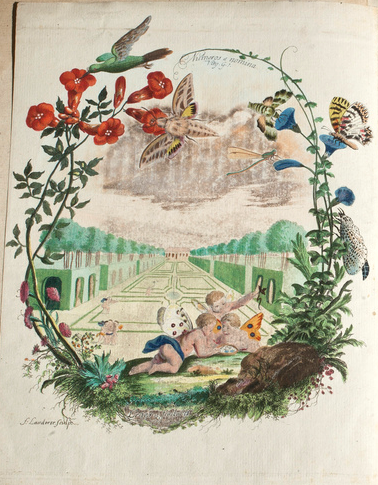
A Systematisches Verzeichniß der Schmetterlinge der Wienergegend címlapképe

Ignaz Schiffermüller a felső-ausztriai Hellmonsödtben született. Gimnáziumi tanulmányai után 1746-ban belépett a jezsuita rendbe. Bécsben teológiát tanult, emellett tanulmányozta a botanikát, ásványtant, ornitológiát, valamint a numizmatikát. Pappá szentelése után a St. Pankraz-i szeminárium vezetőhelyettese lett. 1759-től a bécsi Theresianumban 15 éven át műszaki rajzot oktatott polgári és katonai építészek számára. Emellett folytatta a természettudományok - elsősorban a lepkék - tanulmányozását és kidolgozott egy részletes, tudományos színnómenklatúrát. Célja az volt, hogy egységes rendszer- és nevezéktant vezessen be a természet számtalan színének azonosítására. 1776-ban jelent meg 300 oldalas Systematisches Verzeichniß der Schmetterlinge der Wienergegend ("Bécs környéki lepkék rendszerező katalógusa") című munkája.
1777-ben (a jezsuita rendet 1773-ban felszámolták) Schiffermüller a linzi "Nordisches Stift"-be, a skandináv országok katolikus gyermekeinek bentlakásos iskolájába ("Collegium Nordicum") került, és megkapta a császári tanácsosi címet. A Collegium számára Carl von Linné rendszere alapján "veteményes és botanikus kertet" létesített, amelyet elsősorban oktatási célokra szántak, de a botanika iránt érdeklődő utazók, például Friedrich Nicolai és Franz de Paula Schrank is meglátogatta. Miután a kolostort 1787-ben feloszlatták és a kertet eladták, Schiffermüller a waizenkircheni dékáni hivatalba ment át, végül pedig címzetes kanonokként visszatért Linzbe, ahol 1806-ban meghalt. Kiterjedt rovargyűjteményének egy része a császári udvari természettudományi kabinetbe került, ahol 1848-ban elégett.

## Munkássága

### Színrendszer

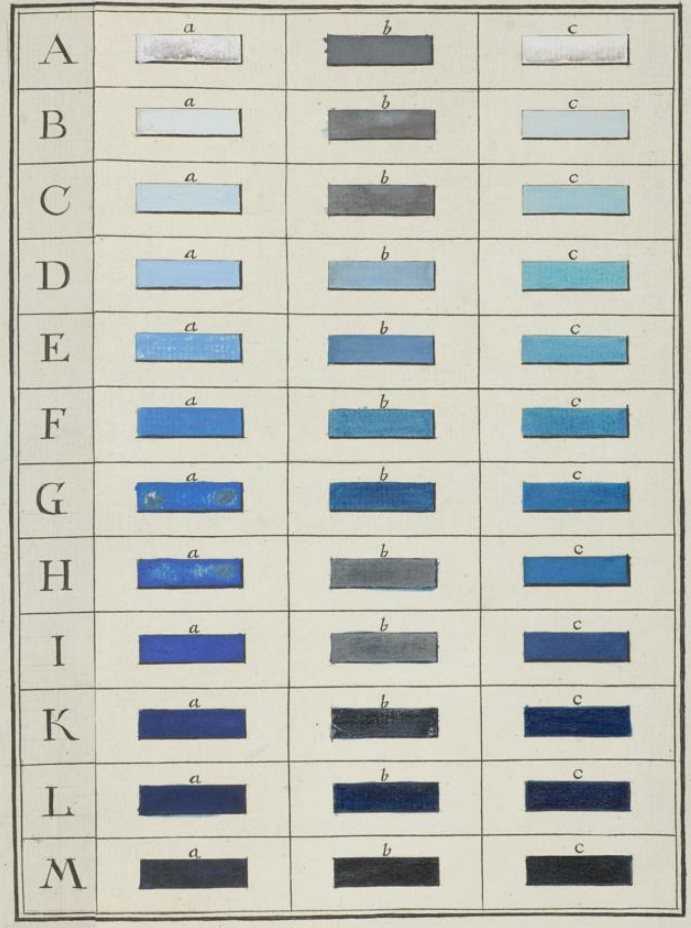
Schiffermüller táblázata a kék szín osztályozásáról

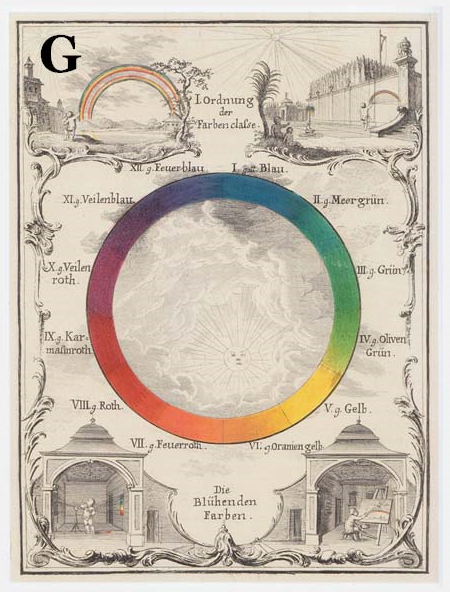
Schiffermüller színkereke

A színek rendszerezésére tett korábbi kísérletek elégtelennek bizonyultak, ezért Schiffermüller 1772-ben megkísérelte kidolgozni a természet színeinek taxonómiai rendszerét. Megemlíti, hogy előtte elégtelen próbálkozásai voltak Giovanni Antonio Scopolinak (1723-1788) (Entomologia Carniolica, 1763) és August Johann Rösel von Rosenhofnak (1705-1759) (Insecten-Belustigung, 1746-1761). Saját modelljének illusztrálására a kék 36 árnyalatának hierarchikus osztályozását mutatta be táblázatos formában, 81 német névvel, azok latin és francia megfelelőivel, valamint 36 kézzel festett mintát tartalmazó színtáblával. A mű egy tizenkét részből álló színkereket is tartalmaz, amely Louis-Bertrand Castel (1688-1757) optikai elméletét tükrözi.

### Entomológia
Schiffermüller a szintén jezsuita Michael Denisszel közösen gyűjtötte és katalogizálta a Bécs környéki lepkéket, és 1776-ban kiadta a "Bécs környéki lepkék rendszerező katalógusá"-t (Systematisches Verzeichniß der Schmetterlinge der Wienergegend). A műnek 1775-ben Ankündung eines systematischen Werkes von den Schmetterlingen der Wienergegend címmel megjelent egy kisebb kiadása, amelyet a Theresianum több tanárával közösen adott ki. Ez csak kis mértékben különbözik a későbbi kiadástól; többek között két táblán az illusztrációkat felcserélték, és két ábra számozását felcserélték. A változtatásokat nem reprodukálták a szövegben, így az 1776-os kiadás hibás illusztrációs hivatkozásokat tartalmaz. Schiffermüller és Denis eredetileg a lepkék természetrajzáról akartak átfogó művet készíteni, amely leírja a lepkék fejlődési stádiumait (pete, hernyó, báb), a hernyók és a lepkék tápnövényeit. Schiffermüller 400 hernyóról miniatűr festményeket is festett. Ebből az átfogó munkából nem lett semmi, helyette 1776-ban jelent meg a "Bécsi katalógus", amely 1150 lepkét mutatott be és mintegy 150 új fajt sorolt fel, de többüket nem írta le tudományos egzaktsággal, így egyes fajok szerzősége vitatott, mivel nincs róluk érvényes,  a zoológiai nómenklatúra nemzetközi szabályainak megfelelő első leírás.
Művében következetesen alkalmazta a néhány évvel korábban megjelent Linné-féle binomiális nevezéktant, ezzel segítve annak elfogadtatását és elterjedését. Schiffermüller azon a véleményen volt, hogy minden állat és növény rokonságban áll egymással mindig találhatók átmeneti formák közöttük. A repülőhalat a halak és a madarak közötti összekötő kapocsnak tekintette, a denevért pedig a madarak és a négylábúak között helyezte el. A lepkéket a szenderek kötik össze a madarakkal:  "Először is, hasonlítsuk össze az esti és éjjeli lepkék felépítését a nappali lepkékével. Az előbbieknek nagy, vastag, nehéz, tollakkal sűrűn borított teste van, amelyen a gyűrűk vagy rovátkák csak kevéssé észrevehetőek. Tekeredő nyelvük rendszerint szarvszerű, szemük inkább a madarak szeméhez hasonlít, némelyiknek még a szembogara is látszik, lábaikon pedig erősebbek karmok találhatók. Maga a halálfejes lepke csiripelő hangot ad ki...

## Emlékezete
- Az Ignaz Schiffermüller-érmet a jelentős taxonómiai és zoogeográfiai vonatkozású monográfiákért adományozzák.
- Róla nevezték el a kisszemes boglárka kárpát-medencei alfaját (Pseudophilotes vicrama schiffermuelleri), valamint a díszmolyfélék Oecophoridae családjába tartozó Schiffermuelleria nemet.

## Fordítás
- Ez a szócikk részben vagy egészben  a   Johann Ignaz Schiffermüller című német Wikipédia-szócikk ezen változatának fordításán alapul.  Az eredeti cikk szerkesztőit annak laptörténete sorolja fel. Ez a jelzés csupán a megfogalmazás eredetét és a szerzői jogokat jelzi, nem szolgál a cikkben szereplő információk forrásmegjelöléseként.